# 布拉蒂夫卡 (博爾赫拉德區)
46°25′8″N 29°6′22″E / 46.41889°N 29.10611°E
布拉蒂夫卡（烏克蘭語：Булатівка）是位於烏克蘭西南部的村莊，由敖德萨州博爾赫拉德區的博羅迪諾市鎮負責管轄。該村始建於1938年，面積0.24平方公里，海拔高度135米，2001年人口6，人口密度每平方公里25人。